# 間宮康俊
間宮 康俊（まみや やすとし、永正15年（1518年） - 天正18年3月29日（1590年5月3日））は、戦国時代の武将。後北条氏の家臣。豊前守、豊前入道を称す。法名は宗閑。父は間宮信元。子に間宮康次、間宮康信、間宮善十郎、間宮信高、間宮元重の男子と、徳川家康の侍女（普照院）、足利義氏の家臣・豊前氏盛の室となった二人の娘がいる。

## 概要
歴代相模玉縄城主の北条綱成・氏繁・氏舜・氏勝に仕え、武蔵笹下城（神奈川県横浜市港南区笹下）を居城としたと伝えられる。『小田原衆所領役帳』には玉縄衆として記録されている。
1532年から北条氏綱がはじめた鶴岡八幡宮の造営工事に天文5年（1536年）から奉行として参加している。以後、里見氏との関係が悪化してくると伊豆衆の水軍を管理し、江戸湾岸の監視警備も担当した。永禄2年（1559年）の役帳では698貫を知行されている。
天正18年（1590年）の秀吉による小田原征伐では、氏勝に従い松田康長が守る山中城へ援軍として赴き、氏勝や孫の彦次郎(間宮直元)を逃したのち兵200人を率いて岱崎出丸を守備した。康俊の部隊は一柳直末を銃撃で討ち取るなど奮戦したものの衆寡敵せず、最期は「白髪首を敵に供するのは恥」と墨汁で髪を染め、敵中に突撃して戦死した。享年73。
家督は次男康信の子である直元が継いだ。以降江戸幕府旗本・本牧代官として続いていく。
弟綱信の家系は久良岐郡氷収沢郷500石の旗本として存続する。

## 注
1. ↑  山本光正 1996年 115頁